# Велика (Юр'янський район)
Вели́ка (рос. Великая) — селище у складі Юр'янського району Кіровської області, Росія. Входить до складу Верховинського сільського поселення.
Населення становить 173 особи (2010, 425 у 2002).
Національний склад станом на 2002 рік — росіяни 97 %.